# Valverde de Burguillos
Valverde de Burguillos es un municipio español, perteneciente a la provincia de Badajoz (comunidad autónoma de Extremadura).

## Situación
Está situado entre Zafra y Fregenal de la Sierra. Pertenece a la comarca de Zafra - Río Bodión y al Partido judicial de Fregenal de la Sierra.

## Historia
A la caída del Antiguo Régimen la localidad se constituye en municipio constitucional en la región de Extremadura. Desde 1834 quedó integrado en el Partido judicial de Fregenal de la Sierra. En el censo de 1842 contaba con 178 hogares y 680 vecinos.
Hasta la reforma de la nomenclatura municipal de 1916 el municipio se llamaba Valverde junto á Burguillos. En dicha fecha su nombre fue modificado por el de Valverde de Burguillos.

## Demografía
Valverde de Burguillos cuenta con una población de 270 habitantes (INE 2024).
| Gráfica de evolución demográfica de Valverde de Burguillos entre 1842 y 2021                                          |
| |
| Población de derecho según los censos de población del INE. Población de hecho según los censos de población del INE. |

## Patrimonio
Iglesia parroquial católica bajo la advocación de Nuestra Señora de la Antigua, en la Archidiócesis de Mérida-Badajoz.